# Леоринца-Шаулија (Муреш)
Леоринца-Шаулија (рум. Leorința-Șăulia) насеље је у Румунији у округу Муреш у општини Шаулија. Oпштина се налази на надморској висини од 429 m.

## Становништво
Према подацима из 2002. године у насељу је живело 169 становника, од којих су сви румунске националности.